# Graukeil

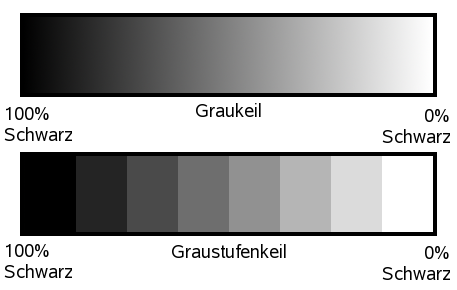
Beispielhaftes Aussehen eines Graukeils

Der Graukeil ist ein Hilfsmittel in der optischen Reproduktion, das meist in der Form eines länglichen Streifens Film oder Papier die grauen Abstufungen zwischen den Helligkeits- oder Dichtewerten Schwarz und Weiß als einen Verlauf darstellt. Er wird benutzt, um ein Kalibriermittel zu erhalten, mit dem man die unterschiedlichen Aufnahme- und Wiedergabefähigkeiten verschiedener optischer Geräte beurteilen oder aufeinander abstimmen kann.
Zur Beurteilung genügt eine einfache Reproduktion des Originals, an dem durch Vergleich festgestellt wird, welche Abstufungen noch unterschieden werden können und welche nicht. Zur Abstimmung wird ein Original des Graukeiles als Abbildung (beispielsweise Negativ oder Scan) so durch die einzelnen Verarbeitungsschritte geschickt, dass das ausgegebene Ergebnis (Reproduktion, Druck, Fotoprint) maximal mit dem Original übereinstimmt. Werden die so bestimmten Parameter der einzelnen Verarbeitungsschritte nun bei der Verarbeitung anderer Objekte beibehalten, so kann ein definiertes Ergebnis der Helligkeitswiedergabe erwartet werden.
Die am häufigsten verwendete Form ist der Graustufenkeil, der Bestandteil des genormten, von Kodak entworfenen IT8-Charts ist. Hierbei ist der Bereich zwischen Schwarz und Weiß kein „analoger“ Verlauf, sondern in 22 Stufen mit ansteigenden Grauwerten unterteilt. Vielen besseren Geräten zur Bildbe- und -verarbeitung wie Digitalkameras, Scannern oder Bildschirmen ist solch ein Chart beigelegt, oder man kann sich über Fotofachgeschäfte einen besorgen.
Eine weitere Anwendung des Graukeils findet sich in optischen Spektrometern, wo er zur stufenlosen Einstellung der Strahlintensität dient.